# Rubus tholiformis
Rubus tholiformis är en rosväxtart som beskrevs av Merritt Lyndon Fernald. Rubus tholiformis ingår i släktet rubusar, och familjen rosväxter. Inga underarter finns listade i Catalogue of Life.